# Unternehmenskennzeichen
Unternehmenskennzeichen sind nach § 5 Abs. 2 Satz 1 MarkenG Zeichen, die im geschäftlichen Verkehr als Name (§ 12 BGB), Firma (§ 17 HGB) oder besondere Bezeichnung eines Geschäftsbetriebes oder eines Unternehmens benutzt werden.
Sofern solche Zeichen der Natur nach unterscheidungskräftig sind, also die betroffenen Verkehrskreise die Zeichen einem Unternehmen zuordnen können, besteht der Schutz ab Benutzung des Zeichens. Sofern es einem Zeichen an der Unterscheidungskraft fehlt, kann dennoch Schutz entstehen, sofern das Zeichen Verkehrsgeltung erlangt hat, also die beteiligten Verkehrskreise das Zeichen einem bestimmten Unternehmen zuordnen.
Im Unterschied zur Marke kann ein Unternehmenskennzeichen nicht als solches eingetragen werden. Des Weiteren erstreckt sich der Schutz auf das Gebiet, in dem das Zeichen bekannt ist.
Beispiele für Unternehmenskennzeichen sind: Metzgerei Schmidt, Meisterbrand, Rheinchemie, Hotel Stern (Etablissementbezeichnung)